# Kolsyra

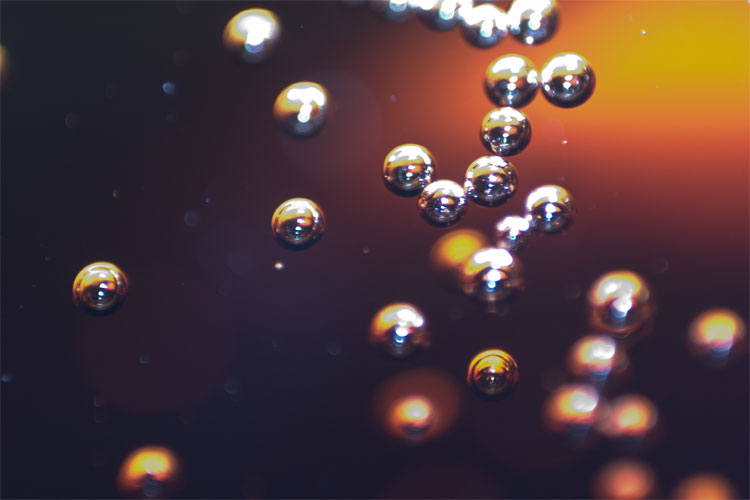
Bubblor av koldioxid som bildas när kolsyra sönderdelas i vatten

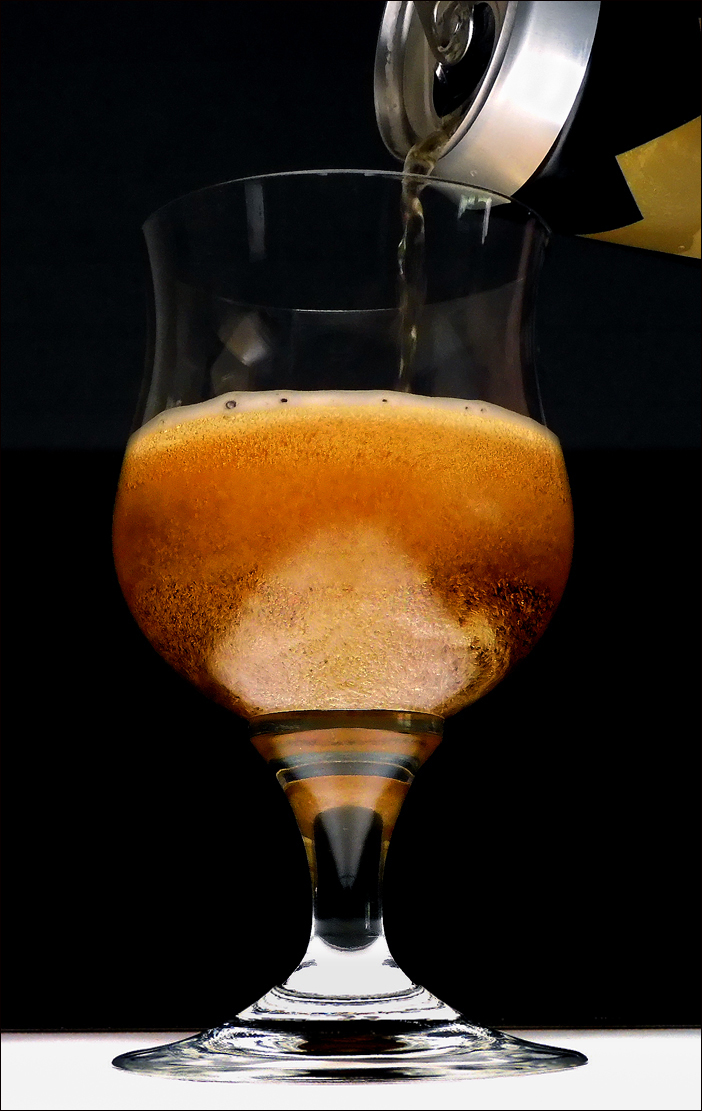
Kolsyran bubblar i ett glas öl.

Kolsyra (latinskt namn: Acidum carbonicum), divätekarbonat (engelska: Dihydrogen Carbonate), H2CO3, är en kemisk förening som uppkommer när koldioxid löser sig i vatten. Kolsyra är en mycket svag syra (pKa = 6,35) som inte kan koncentreras, eftersom koldioxid avges när vattenhalten blir för låg. Kolsyrans salter kallas karbonater.
Bland annat i livsmedelssammanhang och i vardagligt tal kallar man ofta gasen koldioxid för kolsyra, se koldioxid.

## Jämvikter
I vattenlösning är kolsyra i kemisk jämvikt med löst koldioxid, som i sin tur är i jämvikt med koldioxid i gasform. De bubblor man ser i kolsyrade drycker innehåller alltså i själva verket koldioxid, och endast 0,01 procent av den "lösta" koldioxiden i en kolsyrad vätska finns i form av kolsyra/divätekarbonat. Eftersom kolsyra är en syra kan den också lämna ifrån sig en eller två positivt laddade vätejoner. Den negativt laddade jonen HCO3– kallas vätekarbonatjon och jonen CO32– kallas karbonatjon. Både vätekarbonat och karbonat är komplexa joner. Hur mycket av jonerna som bildas beror bland annat på lösningens pH – ju högre pH (det vill säga ju lägre koncentration av vätejoner), desto mer benägen är kolsyran att lämna ifrån sig vätejoner.
De jämvikter som koldioxid, kolsyra och dess joner deltar i vattenlösning kan skrivas:
CO2 (g) ⇄ CO2 (aq)
Koldioxid i gasfas ⇄ Koldioxid löst i vatten.
CO2 (aq) + H2O ⇄ H2CO3 (aq)
Koldioxid löst i vatten + vatten ⇄ Kolsyra
H2CO3 (aq) ⇄ HCO3⁻ (aq) + H⁺
Kolsyra ⇄ Vätekarbonatjon + vätejon
HCO3⁻ (aq) ⇄ CO3²⁻ (aq) + H⁺
Vätekarbonatjon ⇄ Karbonatjon + vätejon

## Salter av kolsyra
Kolsyra kan ge upphov till reaktioner med metalljoner. Med alkalimetaller bildas huvudsakligen vattenlösliga salter men med joner av alkaliska jordartsmetaller och vissa övergångsmetaller bildas mer svårlösliga salter som kallas vätekarbonater eller karbonater. Vätekarbonaterna innehåller vätekarbonatjonen HCO3–; karbonaterna innehåller karbonatjonen CO32–.

## Kolsyra i haven
Koldioxid i atmosfären löser sig i havet och bildar kolsyra som försurar havet. Ökning av koldioxidhalten i atmosfären, från till exempel förbränning av fossila bränslen, ökar försurningen av havet. Denna havsförsurning är ett allvarligt hot mot havens ekosystem. Havens enorma buffringsförmåga gör dock att världshaven förblir tydligt alkaliska. Sedan industrialismens början har pH-värdet i havens ytvatten minskat 0,1 enheter till i genomsnitt pH 8,1 (där 7,0 är neutralt värde vid 25 °C), vilket motsvarar en ökning av vätejonkoncentrationen med 26 %.